# Rytigynia glabrifolia
Rytigynia glabrifolia är en måreväxtart som först beskrevs av De Wild., och fick sitt nu gällande namn av Robyns. Rytigynia glabrifolia ingår i släktet Rytigynia och familjen måreväxter.
Artens utbredningsområde är Kongo-Kinshasa. Inga underarter finns listade i Catalogue of Life.